# 11/22/63
«11/22/63» — научно-фантастический роман американского писателя Стивена Кинга, рассказывающий о путешественнике во времени, пытающемся предотвратить убийство 35-го президента США Джона Кеннеди. Анонс романа состоялся 2 марта 2011 года на официальном сайте Стивена Кинга, короткий отрывок был опубликован 1 июня. Роман вышел в мировую печать 8 ноября 2011 года. Газетные заголовки на обложке оригинального издания были написаны самим Стивеном Кингом.
Роман вошёл в список бестселлеров по версии «Publishers Weekly» за 2011 год.

## Сюжет
2009 год. 35-летний учитель английского языка Джейкоб (Джейк) Эппинг задаёт классу для взрослых сочинение на тему «День, изменивший мою жизнь». Один из учеников, пожилой малограмотный уборщик-инвалид Гарри Даннинг, описывает, как пьяный отец убил молотком его мать, двух братьев и младшую сестру, а самого Гарри на всю жизнь оставил инвалидом. Глубоко тронутый Эппинг ставит Даннингу наивысший балл и приглашает его отметить получение аттестата в закусочной своего знакомого Эла Темплтона.
2 года спустя, в июне 2011 года, Темплтон звонит Эппингу и просит о немедленной встрече. В закусочной Джейкоба ждёт невероятное: ещё вчера совершенно здоровый, а сейчас выглядящий умирающим, Эл Темплтон рассказывает, что в подсобном помещении находится портал в 1958 год. Эппинг отказывается верить в сказанное, и Эл заставляет его совершить путешествие в прошлое. Проведя в 1958 году 1 час, Джейкоб возвращается, после чего Эл сообщает ему законы, которым подчиняется портал:
- Портал ведёт всегда в одно и то же время — 11 часов 58 минут 9 сентября 1958 года.
- Любое время, проведённое в прошлом, в настоящем времени занимает всего 2 минуты.
- Прошлое можно изменить, но каждое следующее путешествие «сбрасывает на ноль» все изменения от предыдущего.
- Прошлое противодействует изменениям — чем сильнее изменения, тем большее противодействие оно оказывает.

Эл Темплтон пытался предотвратить убийство Джона Кеннеди, но не смог дожить до 22 ноября 1963 года, так как заболел раком лёгких. Безнадёжно больной, он был вынужден вернуться обратно в 2011 год и сейчас просит Эппинга отправиться в прошлое и спасти Кеннеди, так как ему самому осталось жить совсем недолго.
Джейкоб решает для начала попробовать спасти Гарри Даннинга и его семью. Получив от Эла фальшивые документы на имя Джорджа Амберсона и большую сумму денег 1950-х годов, Эппинг отправляется в прошлое. За несколько недель до трагедии он разыскивает семью Гарри, живущую в Дерри, и устанавливает за ними наблюдение. Дождавшись дня, в который должно произойти убийство, Джейкоб планирует вмешаться и нейтрализовать Фрэнка Даннинга (отца Гарри), но в последний момент сталкивается с противодействием прошлого и бойню удаётся предотвратить лишь частично — мать Гарри ранена, а один из его братьев убит. Радуясь, что остальные дети спасены, Джейкоб возвращается в 2011 год и узнаёт, что его старания оказались напрасными — в этой версии настоящего Гарри Даннинг попал в армию и погиб во Вьетнаме в 1968 году.
Вернувшись к Элу Темплтону, Эппинг обнаруживает, что тот, не в силах терпеть невыносимые боли, покончил жизнь самоубийством. Он оставляет Джейкобу подробные записи о Ли Харви Освальде, список спортивных событий, чтобы делать заведомо выигрышные ставки у букмекеров прошлого и свою последнюю просьбу — спасти Джона Кеннеди.
Джейкоб снова возвращается в 1958 год. Разыскав Фрэнка Даннинга, Эппинг убивает его и отправляется во Флориду. Скучая по своей работе, он устраивается в школу замещающим учителем, но потом выиграет у букмекера большую сумму денег и уезжает из Флориды. В небольшом городке Джоди (неподалёку от Далласа) Джейкоб при помощи поддельных документов снова устраивается на работу в Денхолмскую объединённую среднюю школу. Жизнь Эппинга налаживается — директор школы ценит его, он заслуживает любовь и уважение учеников, и у него начинается роман с библиотекаршей Сейди Данхилл.
Но миссия Джейкоба не позволяет ему наслаждаться жизнью. Вынужденный постоянно следить за Освальдом, Эппинг увольняется из школы и идёт на разрыв отношений с Сейди, которая не может понять его странного поведения. Джейкобу также приходится покинуть Джоди, после того как директор школы обнаруживает, что документы Эппинга фальшивые.
С началом Карибского кризиса Джейкоб чувствует, что Сейди нужна помощь и возвращается в Джоди. Чтобы успокоить Сейди, которая в ожидании неминуемого начала ядерной войны едва не совершила самоубийство, Джейкоб рассказывает ей о том, что должно произойти. Догадавшись, что Эппинг — пришелец из будущего, Сейди восстанавливает с ним отношения.
Джейкоб не решается убить Освальда без полной уверенности, что тот действительно убийца Кеннеди. Окончательно ответить на этот вопрос можно будет 10 апреля 1963 года, когда Освальд совершит покушение на генерала Эдвина Уокера — если Освальд будет действовать в одиночку, то сомнения в его виновности отпадают. Но именно в этот день прошлое снова вступает в противодействие — Джон Клейтон, психически ненормальный бывший муж Сейди, пытается убить её. Джейкобу удаётся спасти Сейди, но Джон успевает тяжело ранить её перед тем, как самому совершить самоубийство.
Лечение Сейди стоит больших денег и Эппинг вновь выигрывает у букмекера. Но, подозревая Джейкоба в нечестной игре, букмекер приказывает своим людям избить его, и Эппинг попадает с больницу с черепно-мозговой травмой, из-за которой он теряет память и не может вспомнить имя убийцы Кеннеди. Незадолго до покушения Джейкоб вспоминает о записках Эла, находящихся в его банковском сейфе, и чтение записок помогает ему полностью восстановить память. Эппинг успевает приехать в Даллас, где его находит Сейди. Он боится за её безопасность, но вынужден принять помощь, так как при его нынешнем физическом состоянии не сможет остановить Освальда.
Джейкоб и Сейди прибывают в Техасское школьное книгохранилище как раз вовремя, чтобы предотвратить убийство. Эппинг отвлекает Освальда, и тот промахивается, стреляя в Кеннеди, но убивает Сейди. Охрана Президента убивает Освальда.
Джейкоб становится национальным героем, его лично благодарит Президент США. Но ФБР считает, что Эппинг — иностранный шпион, предотвративший убийство Кеннеди в интересах своей страны, и предлагает ему «исчезнуть».
Вернувшись к порталу, Джейкоб встречает «наблюдателя» Зака Ленга, отслеживающего изменения временных линий. Тот предупреждает, что изменение прошлого — дело крайне опасное, поскольку возвращение не полностью сбрасывает в ноль изменения, а сохраняет некий «осадок»; слишком много изменений разрушат реальность. Кроме этого портала, есть и другие, но со временем порталы исчезают, и этот портал тоже очень скоро должен исчезнуть.
Вернувшись в 2011 год, Джейкоб попадает в жуткий апокалиптический мир, отравленный радиацией. Гарри Даннинг, который в этой версии настоящего снова стал инвалидом, рассказывает, что Джон Кеннеди не смог провести закон о гражданских правах 1964 года и не решился на вывод войск США из Вьетнама. Сменивший его на посту Президента в 1968 году расист Джордж Уоллес отдал приказ о ядерной бомбардировке Ханоя и за ней последовало множество ядерных войн в разных местах земного шара, что привело к глобальному радиоактивному заражению. Также изменение во времени, которое сделал Джейкоб, спровоцировало множество расовых бунтов и серии сильнейших землетрясений, которые в 2080 году должны полностью уничтожить Землю.
Эппинг снова отправляется в 1958 год, тем самым отменяя все изменения. Встретивший его там «наблюдатель» настаивает, чтобы Джейкоб больше не пытался менять прошлое, а просто вернулся в 2011 год, после чего портал исчезнет; прожив в прошлом 1 месяц, Джейкоб возвращается в свою временну́ю линию.
Год спустя Эппинг ищет информацию о Сейди и обнаруживает, что она прожила долгую и насыщенную жизнь, а на фестивале в Джоди по поводу Дня Независимости Сейди (которой скоро исполнится 80 лет) будет удостоена звания «Гражданин Века». Эппинг отправляется в Джоди и встречает Сейди, которой кажется, что она помнит его, несмотря на то, что видит первый раз в жизни. Роман заканчивается танцем Джейкоба и Сейди под звуки «In the Mood» Гленна Миллера — песни, под которую они впервые станцевали почти 50 лет назад.

### Альтернативный финал
24 января 2012 года Стивен Кинг на своём официальном сайте опубликовал альтернативный финал романа; в нём Джейкоб в ноябре 2013 года находит статью, где было написано о Сейди — ей исполнилось 80 лет и она замужем за Тревором Андерсоном, от которого родила пятерых детей и стала бабушкой одиннадцати внуков и прабабушкой шестерым правнукам. Этот финал был заменён на опубликованный в книге по совету старшего сына Стивена Кинга — Джо Хилла.

## Создание
Впервые Кинг заговорил о романе 27 января 2007 года, когда вышел очередной выпуск графических романов «Тёмная Башня». В разделе под названием «Открытое письмо для Стивена Кинга», писатель рассказывает:

Я бы хотел рассказать о путешественнике во времени, который находит проход в 1958 год. С возможностью возвращения обратно в тот же день, конечно. И вот, однажды, он отправляется в прошлое и просто остаётся там. Бросает свою жизнь 2007 года. И с какой целью? Чтобы дождаться 22 ноября 1963 года и остановить Ли Харви Освальда. Он убеждён, что таким образом исправит мир. Но когда он возвращается в 2011, то находит только нагромождение ядерных шлаков. То есть, он должен вернуться обратно и остановить себя. Всё это усложняется тем, что он получил смертельную дозу радиации.

По сюжету романа, 19 июня 1999 года происходит взрыв реактора на АЭС в Вермонте — именно в этот день автор романа попал в тяжёлую автомобильную аварию.

## Персонажи

### Вымышленные
- Джейкоб «Джейк» Эппинг — 35-летний преподаватель английского языка в средней школе Лисбон-Фоллз[англ.], повествование ведётся от его лица. Отправляется из 2011 года в 1958 год и, прожив в прошлом 5 лет под именем Джордж Амберсон, дважды предотвращает гибель членов семьи одного из своих учеников и предотвращает убийство 35-го Президента США Джона Кеннеди. Вернувшись обратно в 2011 год, обнаруживает, что его действия привели к катастрофическим последствиям. Возвращается в прошлое и отменяет все изменения.
- Сейди Данхилл («Мисс Сейди») — новый библиотекарь Денхолмской объединённой средней школы после ухода Мими Коркоран-Симмонс. Сбежала от своего неадекватного мужа Джона Клейтона. Становится подругой Джейкоба. Чтобы получить от мужа развод, едет в Рино, но тот следит за ней на обратном пути и берёт её в заложницы. Джейкоб освобождает Сейди, изуродованную Джоном в процессе похищения, который после этого кончает жизнь самоубийством. После лечения помогает Джейкобу предотвратить убийство Кеннеди, но гибнет сама. После того как Джейкоб вновь проходит через портал, отменяя все сделанные изменения, она самостоятельно выдерживает атаку Джона и всё ещё жива в апреле 2012 года.
- Дикон «Дек» Симмонс — директор Денхолмской объединённой средней школы в Джоди (Техас). Принимает «Джорджа Амберсона» учителем английского языка, женится на Мими Коркоран и уходит на пенсию. Единственный друг Джейка в 1960-х годах. В альтернативной нити времени вместе с Джейкобом спасает Сейди. Знает о цели прибытия Джейкоба (ему об этом рассказала Сейди), хотя до последнего сомневался в этом.
- Гарри Даннинг — пожилой уборщик-инвалид, ученик в классе Джейкоба Эппинга. В детстве его отец Фрэнк Даннинг попытался убить Гарри, его мать Дорис, братьев Артура и Троя и сестру Эллен, избив их кувалдой; в итоге выжил один Гарри, но остался инвалидом и не смог окончить школу. В других линиях времени: Джейкоб Эппинг вмешался во время нападения, Гарри остался здоровым и в молодом возрасте погиб во Вьетнаме; Джейкоб Эппинг предотвратил нападение, но Гарри снова стал инвалидом по другим причинам.
- Фрэнк Даннинг — отец Гарри. Убил первую жену вместе с сыном, но сумел избежать уголовного преследования (они были объявлены пропавшими без вести). Женился повторно, от этого брака родились трое сыновей и дочь. Когда жена оставила его, решил убить всю семью. Один из сыновей, Гарри, выжил. Был отправлен в тюрьму Шоушенк, где и умер. В других линиях времени: убит во время нападения и до него.
- Уильям (Билл) Теркотт — брат Клары Теркотт, первой жены Фрэнка Даннинга. Понял, что тот убил его сестру и племянника, но не мог этого доказать. Следил за Даннингом и вмешался, когда тот убивал свою семью. Благодаря вмешательству Теркотта Гарри спасся, а Фрэнк на всю оставшуюся жизнь попал в тюрьму (последнее и было целью Билла). В альтернативной нити времени вмешался в нападение на семью Даннингов вместе с Джейкобом и убил Фрэнка.
- Мими Коркоран-Симмонс («Мисс Мими») — библиотекарь Денхолмской объединённой средней школы. Подруга, а затем жена Дикона Симмонса, друг Джейкоба. После брака с Диконом Симмонсом увольняется, вскоре умирает от рака.
- Эллен Доккерти («Мисс Элли») — новый директор Денхолмской объединённой средней школы после ухода на пенсию Дикона Симмонса. Вначале хорошо относится к Джейкобу и ценит его как учителя, но узнав, что все его рекомендации фальшивые и не получив от него никаких объяснений, сердится на него. В основной нити времени помогает Симмонсу спасти Сейди, похищенную мужем, вместо Джейкоба.
- Эл Темплтон — владелец закусочной и давний знакомый Джейкоба Эппинга. Обнаружив временной портал в 1958 год, после долгой подготовки отправляется в прошлое с целью предотвратить убийство Джона Кеннеди. Попытка проваливается из-за того, что Темплтон, будучи заядлым курильщиком, заболевает раком лёгких. Впоследствии покончил жизнь самоубийством.

### Исторические

#### Второстепенные
- Ли Харви Освальд
- Марина Освальд (Прусакова)
- Джордж де Мореншильдт[англ.]

#### Появляются эпизодически
- Эдвин Уокер[англ.]
- Джек Руби
- Джон Кеннеди
- Жаклин Кеннеди

#### Только упоминаются
- Никита Хрущёв
- Фидель Кастро
- Линдон Джонсон
- Эдгар Гувер
- Мартин Лютер Кинг
- Роберт Кеннеди
- Джордж Уоллес
- Хьюберт Хамфри
- Рональд Рейган
- Билл Клинтон и Хиллари Клинтон
- Карлос Марчелло
- Рафаэль Леонидас Трухильо Молина

## Экранизация
12 августа 2011 года Джонатан Демми, режиссёр «оскароносного» фильма «Молчание ягнят», объявил, что он начал написание сценария к киноадаптации романа. Стивен Кинг был объявлен исполнительным продюсером. Съёмки фильма планировали начать в конце 2012 года, но в декабре Демми покинул состав проекта из-за разногласий с Кингом.
Премьера телесериала состоялась в 2016 году, главные роли в нём сыграли Джеймс Франко (Джейкоб Эппинг) и Сара Гадон (Сейди Данхилл).

## Отсылки к другим произведениям Кинга
- Персонажи Ричард (Ричи) Тозиер и Беверли Марш являются членами «Клуба Неудачников» в романе «Оно». Джейкоб Эппинг («Джордж Амберсон») встречает их в Дерри во время своего первого путешествия в 1958 год. Ричард и Беверли в разговоре упоминают ещё одного участника «Клуба» — Бенджамина (Бена) Хэнскома; Ричард также упоминает о Черепахе Матурин (древний обитатель «Макровселенной», который, по сюжету романа «Оно», создал нашу (и возможно другие) вселенную в результате расстройства желудка). Гуляя по Дерри, до Джейкоба-Джорджа доносятся слухи о клоуне-убийце; также бармен Фредерик Туми рассказывает Эппингу-Амберсону о двух жертвах Клоуна Пеннивайза — Джордже Денбро и Патрике Хокстеттере.
- В альтернативном будущем, созданном Джейкобом, фигурирует марка автомобилей «Такуро-спирит», неоднократно упоминаемая в цикле «Тёмная Башня».
- Джейкоб Эппинг «на удачу» трогает капот красно-белого «Plymouth Fury[англ.]» 1958 года выпуска, а Джон Клейтон (бывший муж Сэйди Данхилл) ездит на таком же — этот же автомобиль является главным героем романа «Кристина». Такой же красно-белый «Plymouth Fury» 1958 года в романе «Оно» подвозит Генри Бауэрса к гостинице с находящимися в ней членами «Клуба Неудачников» в 1985 году, за рулем которого сидел мёртвый Реджинальд («Рыгало») Хаггинс; во время поездки Генри вспоминает, что об этом же автомобиле мечтал его отец — Оскар («Бутч») Бауэрс.
- В романе упоминается, что Фрэнка Даннинга (отца Гарри) отправили в тюрьму Шоушенк, место действия повести «Рита Хейуорт и спасение из Шоушенка».